# Renault EP
Le Renault EP est un camion conçu par Renault en 1914. Il est utilisé pendant la Première Guerre mondiale.

## Histoire
Il est présenté au concours de poids lourds organisé par le Ministère de la guerre de juillet 1914. Le déclenchement de la guerre interrompt le concours mais le Renault EP est immédiatement commandé en série par l'Armée française. Plusieurs types de camions Renault sont produits en même temps en 1914 mais en septembre 1915 la production se concentre sur le Renault EP. 7 540 exemplaires sont produits pendant la guerre, dont 504 pour l'Armée impériale russe, un pour la Belgique et 96 pour le marché civil.

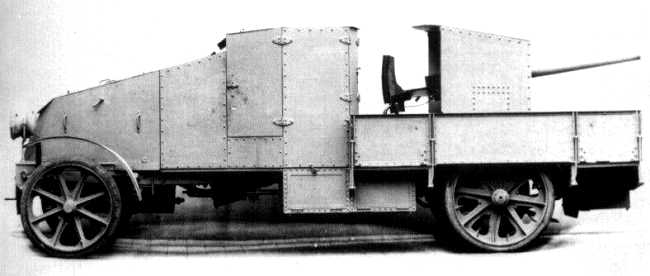
Autocanon de 47 mm sur châssis Renault EP.

L'autocanon de 47 Renault (en) est construit en 1915 sur le châssis du Renault EP. Le châssis Renault EP est également utilisé dans des versions spécialisées comme les camions de radiologie type 1915 et type 1917, les camions de lavage des ypérites, les voitures bactériologiques de l'Institut Pasteur,, les camions de stérilisation type 1917 pour ambulance chirurgicale, les stations groupes électrogènes d'alimentation électrique ou encore les fourgons radios et téléphone.
Après l'armistice, les Renault EP les plus usés sont retirés du service ou reconditionnés, d'autres sont vendus sur le marché civil et une partie est gardée en service par l'Armée. Les derniers quittent le service vers le milieu des années 1930.

## Conception
Le Renault EP a une charge utile de 2 500 kg et un moteur avec une cylindrée de 3,5 l développant environ 16 ch.